# Jaco Kriel
Pas d'image ? Cliquez ici

a Compétitions nationales et continentales officielles uniquement.

b Matchs officiels uniquement.
Dernière mise à jour le 3 mai 2024.
Jaco Kriel, né le 21 août 1989 à Standerton (Afrique du Sud), est un joueur international sud-africain de rugby à XV évoluant au poste de troisième ligne aile. Il mesure 1,84 m pour 97 kg.

## Carrière

### En club
Jaco Kriel a commencé sa carrière professionnelle en 2010 avec la province des Golden Lions, avec qui il évolue en Vodacom Cup la première année, avant de jouer également en Currie Cup à partir de 2011. 
En 2011, il est sélectionné dans la franchise des Lions en Super Rugby. Il devient au fur et à mesure un cadre de son équipe grâce à ses qualités de plaqueur-gratteur et son activité en attaque. Il joue ainsi un grand rôle dans les bonnes performances de la franchise de Johannesbourg lors de la saison 2016, étant d'ailleurs nommé capitaine lors de la demi-finale contre les Highlanders en l'absence de Warren Whiteley.
En 2016, il rejoint pour une saison le club japonais des Kubota Spears qui évolue en Top League, tout en continuant à jouer parallèlement avec la franchise des Lions.
En 2018, il rate l'intégralité de la saison de Super Rugby à cause d'une blessure à l'épaule.
Au mois d'avril de la même année, il est annoncé qu'il rejoint le club anglais de Gloucester Rugby en Premiership, où il retrouve son ancien entraîneur Johan Ackermann ainsi que ses anciens coéquipiers chez les Lions Ruan Dreyer, Franco Mostert et Ruan Ackermann. 
En février 2020, alors qu'il est peu utilisé par Gloucester à cause de nombreuses blessures, il est libéré de son contrat, et fait son retour en Afrique du Sud pour jouer avec les Lions. Néanmoins, après seulement deux matchs avec les Lions et six avec les Golden Lions, il se blesse à nouveau et reste écarté des terrains pour plusieurs mois.
Il annonce la fin de sa arrière de joueur en avril 2023, à l'âge de 33 ans,.

### En équipe nationale
Jaco Kriel est sélectionné pour la première fois avec les Springboks en octobre 2014 par Heyneke Meyer pour participer à la tournée de novembre en Europe. Il ne sera cependant pas utilisé et devra encore patienter pour faire ses débuts internationaux.
Il est rappelé en sélection en mai 2016 par le nouveau sélectionneur Allister Coetzee. Il obtient sa première cape internationale avec l'équipe d'Afrique du Sud le 25 juin 2016 à l’occasion d’un match contre l'équipe d'Irlande à Port Elizabeth.

## Palmarès

### En club
- Vainqueur de la Currie Cup en 2011 et 2015 avec les Golden Lions.
- Finaliste du Super Rugby en 2016, 2017 et 2018 avec les Lions.

### Distinctions personnelles
- Membre de l'équipe type du Super Rugby en 2017[16]

## Statistiques
Jaco Kriel compte 11 capes en équipe d'Afrique du Sud, dont quatre en tant que titulaire, à partir du 25 juin 2016 contre l'équipe d'Irlande à Port Elizabeth. Il n'a inscrit aucun point.
Il participe à deux éditions du Rugby Championship, en 2016 et 2017. Il dispute neuf rencontres dans cette compétition.